# Douglas XB-43 Jetmaster
Douglas XB-43 Jetmaster là một mẫu thử máy bay ném bom động cơ phản lực trong thập niên 1940 của Hoa Kỳ.

## Tính năng kỹ chiến thuật (XB-43)
Đặc điểm tổng quát
- Tổ lái: 3
- Chiều dài: 51 ft 5 in (15,7 m)
- Sải cánh: 71 ft 2 in (21,7 m)
- Chiều cao: 24 ft 3 in (7,4 m)
- Diện tích cánh: 563 ft² (52,3 m²)
- Trọng lượng rỗng: 22.890 lb (10.380 kg)
- Trọng lượng có tải: 40.000 lb (18.000 kg)
- Động cơ: 2 × General Electric J35-GE-3 kiểu turbojet, 4.000 lbf (18 kN) mỗi chiếc

 Hiệu suất bay 
- Vận tốc cực đại: 507 mph (440 kn, 816 km/h)
- Tầm bay: 2.500 mi (2.200 nmi, 4.000 km)
- Trần bay: 38.500 ft (11.700 m)
- Vận tốc leo cao: 2.470 ft/phút (753 m/phút)
- Tải trên cánh: 71 lb/ft² (350 kg/m²)
- Lực đẩy/trọng lượng: 0,20

Trang bị vũ khí

- Súng: 

  - 2 × súng máy 0.50 in (12,7 mm)
  - Biến thể cường kích: 8 × súng máy 0.50 in (12,7 mm)
- Bom: 8.000 lb (3.629 kg)